# Informática computacional
A informática computacional é um subcampo da informática que enfatiza questões no design de soluções de computação, e não na infraestrutura subjacente. A informática computacional também pode ser interpretada como o uso de métodos computacionais nas ciências da informação.